# Hòa Mạc (xã)
Hòa Mạc là một xã thuộc huyện Văn Bàn, tỉnh Lào Cai, Việt Nam.
Xã Hòa Mạc có diện tích 26,3 km², dân số năm 1999 là 2.801 người, mật độ dân số đạt 107 người/km².